# NGC 588
NGC 588 è una vasta nebulosa a emissione situata nella Galassia del Triangolo (M33) e inclusa quindi nella costellazione del Triangolo, a una distanza di circa 2,83 milioni di anni luce dalla nostra Via Lattea.

## Scoperta
NGC 588 è stata scoperta il 2 ottobre 1861 dall'astronomo prussiano Heinrich d'Arrest.

## Descrizione
NGC 588 è una vasta regione H II del Gruppo Locale e racchiude al suo interno un ammasso aperto di stelle.
È situata nella parte esterna dei bracci di spirale di M33.
All'interno di NGC 588 sono state scoperte due stelle di Wolf-Rayet, NGC 588-UIT 008 e NGC 588-MC3, e una consistente popolazione di stelle della sequenza principale con masse comprese tra 2 e 20 masse solari. La più massiccia di queste ultime ha una massa attorno alle 40 masse solari. Si stima che NGC 588 abbia un'età di 4,2 milioni di anni e una massa di 2300 M☉.
NGC 588 e NGC 592, altra nebulosa ad emissione della Galassia del Triangolo, sono due importanti centri di formazione stellare in questa regione di cielo.